# Arcola (Illinois)
Arcola város az USA Illinois államában, Douglas megyében. Lakosainak száma 2927 fő (2020. április 1.).

## Népesség
A település népességének változása:

| 2010 | 2 916 |
| 2020 | 2 927 |